# Zielony szlak im. Marii Zientary-Malewskiej w Olsztynie
 Zielony szlak im. Marii Zientary-Malewskiej w Olsztynie – pieszy szlak w Olsztynie i jego okolicach, zaprojektowany dla upamiętnienia setnej rocznicy urodzin poetki. Rozpoczyna się na olsztyńskim osiedlu Likusy, a kończy w Brąswałdzie. Jego długość wynosi 10 km.

## Charakterystyka
Szlak zielony odzwierciedla trasę wędrówek Marii Zientary-Malewskiej, która z rodzinnego Brąswałdu chodziła do Likus, miejsca zamieszkania jej dziadków. Szlak rozpoczyna się przy ulicy Bałtyckiej na terenie Likus. Stamtąd prowadzi ku ulicy Żbiczej, a następnie zmierza brzegami dwóch jezior: Tyrsko i Redykajny. Po około 5 km od startu dociera do wsi Redykajny. Druga część szlaku to głównie leśne drogi oraz brzegi jeziora Karaśnik. Dwa kilometry za jeziorem szlak dociera do Brąswałdu, miejscowości urodzin poetki, gdzie ujrzeć można m.in. jej dom rodzinny.

## Trasa
| km    | Miejsce na trasie | km    |
| ----- | ----------------- | ----- |
| 0,00  | Likusy            | 10,00 |
| 1,50  | Ulica Żbicza      | 8,50  |
| 2,50  | Jezioro Tyrsko    | 7,50  |
| 3,80  | Jezioro Redykajny | 6,20  |
| 5,10  | Wieś Redykajny    | 4,90  |
| 7,90  | Jezioro Karaśnik  | 2,10  |
| 10,00 | Brąswałd          | 0,00  |

## Komunikacja
| Miejsce na trasie | Przystanek     | Linie autobusowe                                      |
| ----------------- | -------------- | ----------------------------------------------------- |
| Likusy            | Wędkarska      | 1 – Z Dworca Głównego PKP 6, 11, 27 – Pozostałe linie |
| Brąswałd          | Przystanek PKS | PKS Olsztyn – Do Dworca Głównego PKP                  |